# Patrice de la Tour du Pin
Patrice de La Tour du Pin (Parijs, 16 maart 1911 - 28 oktober 1975) was een Frans mystiek dichter.

## Voorouders
In de vaderlijke lijn stamde Patrice af van de protestantse leider René de La Tour du Pin Gouvernet en van de schrijver Thomas Corneille, broer van de beroemde Pierre Corneille. Langs moederszijde stamde hij af van Condorcet.
- René de la Tour du Pin, heer van Gouvernet, baron van Aix enz., gouverneur van Nions, Dié, Montélimar enz., vocht langs de zijde van de hugenoten, samen met Hendrik van Navarra, de latere Hendrik IV van Frankrijk. 
  - Een van zijn acht kinderen was Pierre de la Tour du Pin, die in 1634 in een protestantse kerk trouwde met zijn nicht, Françoise de la Tour du Pin.
    - René-Scipion de la Tour du Pin († 1708), kwam naar Ieper en trouwde er in 1690 met Jeanne de la Croix, dochter van Nicolas de la Croix en Isabelle Wynckelman. In 1703 bekeerde hij zich tot het katholicisme.
      - François-Joseph de la Tour du Pin (1691-1762) trouwde in 1714 in Ieper met Marguerite Corneille (1697-1720).
        - Philis de la Tour du Pin (Ieper, 1717 - Doornik, 1769) trouwde in Ieper met Louis-François van der Gracht (1698-1776). Ze kregen dertien kinderen en een uitgebreide afstamming spreidt zich uit over een aanzienlijke deel van de Belgische adel, tot heden.
        - René-François de la Tour du Pin (Ieper, 1715 - 1778), trouwde in 1741 met Jacqueline de Chambly. In 1748, teneinde aan het hof te worden toegelaten, legde hij documenten voor die aantoonden dat zijn familie al meer dan 250 jaar tot de adel behoorde.
          - Graaf René-Charles de la Tour du Pin Chambly de la Garche (1746-1794) trouwde in 1779 met Angelique de Berulle, dochter van markies de Berulle, die president was van het parlement in de Dauphiné en nicht van kardinaal de Berulle. René was kolonel bij de koninklijke brigadiers en werd de eerste minister van oorlog na de goedkeuring van de constitutie in 1789. Hij was het die de nationale driekleur invoerde. Toen koningin Marie Antoinette voor de rechtbank verscheen, behandelde hij haar met eerbied. Het gevolg was dat hij tijdens de Terreur onder de guillotine terechtkwam.
            - René-Amable de la Tour du Pin (1780-1860) trouwde in 1799 met Marie-Gabrielle Douet de la Boulaye (1780-1848).
              - René-Henri de la Tour du Pin (1802-1883) trouwde met Charlotte de Moussion (1809-1891).
                - Marie-Joseph, Jean de la Tour du Pin (1838) trouwde met Marie Michon de Vougy.
                  - René-Thomas-François de la Tour du Pin Chambly de la Charge (1878-1914), luitenant bij de infanterie, trouwde in 1904 met Brigitte O'Connor (1880-1948). Hij sneuvelde tijdens de eerste gevechten aan de Marne.
                    - Aymard de la Tour du Pin trouwde in 1909 met prinses Maximilienne de Croÿ.
                    - Patrice de la Tour du Pin trouwde met zijn nicht Anne de Pierre de Bernis Calviere, dochter van graaf Louis de Pierre de Bernis en van Jeanne de la Tour du Pin. Ze kregen vier dochters: Marie-Liesse (1945), Anne-Dauphine (1946), Aude (1947) en Laurence (1953).

## Levensloop
Patrice werd met zijn broer en zus opgevoed door hun moeder en grootmoeder, gedeeltelijk in Parijs, gedeeltelijk in Le Bignon-Mirabeau. Hij volgde middelbaar onderwijs in de katholieke school Sainte-Croix in Neuilly-sur-Seine en vervolgens in het Lycée Janson-de-Sailly. Daarna volgde hij de cursussen van de École libre des sciences politiques. 
Hij werd opgeroepen voor het leger in 1938 en werd op 17 oktober 1939 krijgsgevangen genomen en opgesloten in Oflag IV-D. Einde 1942 werd hij vrijgelaten. Hij trouwde en leefde voortaan met zijn gezin in Bignon. In 1963 verhuisde hij naar Parijs. Hij overleed er, 64 jaar oud. Zijn weduwe was 94 toen ze in 2015 overleed.

## De dichter
Patrice de la Tour schreef een eerste dichtbundel toen hij achttien was. Jules Supervielle nam er kennis van en vond dit een merkwaardige en te publiceren bundel. Hij stelde dit voor aan de NRF, die echter weigerde. Onder de titel La Quête de joie publiceerde de uitgeverij La Tortue het werk in 1933, op kosten van de auteur. Het gedicht Enfants de septembre maakte hem bekend, zelfs beroemd.
Tijdens zijn gevangenschap werkte hij bestendig aan zijn dichtwerk. Hij begon het te ordenen om het te publiceren onder de algemene titel Somme de poésie.
De katholiek dichter en mysticus hield zich ver van mediabelangstelling en trad in dialoog met talrijke denkers, met inbegrip van vrijdenkers.

## Bijbelvertalingen
Patrice de la Tour speelde een belangrijke rol bij de redactie na het Tweede Vaticaans Concilie, van de vertaling van Bijbelteksten voor de Franstalige katholieke liturgie. Vooral vanaf 1964 nam hij deel aan de vertaling van de psalmen.
Hij schreef ook een aantal liturgische liederen voor de katholieke liturgie. Ze werden op muziek gezet door Didier Rimaud en Joseph Gelineau. Het meest opgemerkte lied was Amour qui planait sur les eaux (cote SECLI KP72-1). 

## Publicaties

### Voor de Tweede Wereldoorlog
- La Quête de joie, La Tortue, 1933 & Parijs, Gallimard, 1939 (ISBN 2070237613).
- L'Enfer, 1935.
- Le Lucarnaire, 1936.
- Le Don de la Passion, in: Cahiers des poètes catholiques, 1937.
- Psaumes, Paris, Gallimard, 1938 (ISBN 2070237605).
- La Vie recluse en poésie, Parijs, Plon, 1938
- Les Anges, Tunis, Monomotapa, 1939

### Na de Tweede Wereldoorlog
- La Quête de joie, Une somme de poésie, Paris, Gallimard, 1946 (ISBN 2070237621).
- La Contemplation errante, Paris, Gallimard, 1948 (ISBN 207023763X).
- L’Enfer, avec des lithographies d’Élie Grekoff, Paris, Éditions de Cluny, 1949.
- Le Second Jeu (Une somme de poésie, II), Paris, Gallimard, 1959 (ISBN 2070237656).
- Petit théâtre crépusculaire (Une somme de poésie, III) Paris, Gallimard, 1963 (ISBN 2070237664).
- Petite somme de poésie, Paris, Gallimard, 1967 (ISBN 2070301583).
- Une lutte pour la vie, Paris, Gallimard, 1970 (ISBN 2070271498), Grand prix catholique de littérature 1971.
- Psaumes de tous mes temps, Paris, Gallimard, 1974 (ISBN 2070288072).

### Postuum
- Une somme de poésie, Paris, Gallimard, 1981.
  - Tome I: Le Jeu de l'homme en lui-même (ISBN 2070250385).
  - Tome II: Le Jeu de l'homme devant les autres, 1982 (ISBN 2070223205).
  - Tome III: Le Jeu de l'homme devant Dieu, 1983 (ISBN 2070259773).